# Йоганн III (герцог Баварії)
Йоганн III Безжальний (*Johann III Ohnegnade, 1374, Ле-Кенуа— 6 січня 1425) — князь-єпископ Льєзький (під іменем Жан VI) (1389—1425), герцог Баварсько-Штраубінзький (1417—1425) і Люксембурзький (1418—1425), граф Голландії, Зеландії та Геннегау.

## Біографія

### Князь-єпископ
Походив з династії Віттельсбахів. Молодший син Альбрехта I, герцога Баварії-Штраубінга, графа Голландії, Зеландії та Геннегау, й Маргарити (доньки Людвіка I Справедливого, з сілезьких П'ястів, князя Легницько-Бжезького та Аґнеси Глоговської). Замолоду готувався до духовної кар'єри. Спочатку він став каноніком кафедрального собору в Камбре, з 1389 року пробстом в соборі Кельна, 14 листопада 1389 року за підтримки папи римського Боніфація IX став князем-єпископом Льєжа (правив під іменем Жан VI). При цьому відмовився від прийняття чернечого сану.
Його сувора політика в єпископстві призвела до заворушень серед містян і шляхти, які зрештою повстали 1395 року. Йоганн був вимушений залишити Льєж. У 1397 році після смерті його старшого брата Альбрехт II, герцога Баварсько-Штраубінзького, призначається адміністратором цього володіння Віттельсбахів. Але Йоганна цікавили нідерландські справи, тому він залишив тут фогта Генріха Нотафта, а сам невдовзі повернувся до єпископства. Для придушення заворушень, що тривали, Йоганн звернувся по допомогу до брата Вільгельма II, родича Людвіга VII, герцога Баварсько-Інгольштадтського, і Жана I, герцога Бургундії.
Водночас, як єпископ Льєзький, на рейхстазі у 1400 році підтримав свого родича Рупрехта, пфальцграфа Рейнського, у боротьбі за імператорську корону. У 1402 року комуна Льєжа знову повстала, на її бік перейшли міста Дінан та Тонгерен. У 1405 році супроводжував родича Жана I, герцога Бургундського, у подорожі до Парижу. Після цього залишався прихильником союзу з Бургундією.
1407 року під владою Йоганна III залишився лише Маастрихт, який взяли в облогу повсталі міста Льєзького єпископства. Магістрати міст єпископства обрали замість Йоганна іншого єпископа та його заступника (мамбура) з питань війни та дипломатії. Лише у 1408 році повсталим було завдано рішучої поразки у битві при Оте. За свою жорстокість в розправах з лідерами повстанців Йоганн отримав своє прізвисько — «Безжальний». 1409 року увійшов до арбітражу, який розглядав суперечку стосовно замку Екайон між Жаном I Бургундським та братом Йоганна — Вільгельмом II.
1410 року Людвіг VII призначив Йоганна регентом свого герцогства на час перебування у Франції. Водночас приділяв увагу Баварсько-Штраубінзькому герцогству, наказавши звести замок Герцогсшлос в Штраубінзі та надав привілеї місту Кастенгоф. Втім найбільшого піднесення досягла столиця — Штраубінг, де було прокладено якісні дороги, прикрашено чудовими спорудами та будинками. 1417 року за посередництва імператора Сигізмунда I уклав мирний договір з містянами Льєжу, за якими визнав їх старовинні права.

### Герцог Баварії-Штраубінга
У 1417 році, після смерті брата Вільгельма II, Йоганн відмовився від сану і за підтримки імператора Сигізмунда I висунув свої претензії на  родинний спадок. Герцогство Баварсько-Штраубінзьке він отримав без спротиву. У 1418 році Йоганн III одружився з внучкою імператора Карла IV та удовою Антуана Брабантського, Єлизаветою фон Герліц, донькою герцога Йоганна фон Герліца з династії Люксембургів, що був сином імператора Карла IV, та Ріхарди Катерини Мекленбурзької, доньки Альбрехта, короля Швеції та герцога Мекленбурга. Разом з дружиною став спільно володарювати в герцогстві Люксембурзькому
Невдовзі вирішив повністю прибрати до рук графства Голландія, Зеландія, Геннегау, зіштовхнувшись зі спротивом своєї небоги Якоби. Зрештою суперечка вилилася у війну, в яку втрутилися французькі феодали. На боці Йоганна III виступив Філіп III, герцог Бургундії. Йоганна III також підтримував стрийко дружини імператор Сигізмунд I Люксембург. Зумівши відбити у 1419 році напад супротивника на місто Дордрехт, Йоганн III уклав договір з чоловіком Якоби — Жаном IV Брабантським щодо спільного управління графствами. При цьому Якобі не було надано якоїсь політичної влади. 1421 року Якоба перебралася до Англії, а її чоловік відмовився від своїх прав на нідерландські графства. В результаті Йоганн III став повновладним їх володарем.
Протягом 1420-х років надавав значну фінансову допомогу імператору у боротьбі з гуситами в Богемії. У 1425 році Йоганн III помер, ймовірно від отруєння гофмаршалом Яном ван Влітом. Після смерті Йоганна III протектором його земель став бургундський герцог Філіп III, з яким Якоба була змушена помиритися. Баварсько-Штраубінзьке герцогство за рішенням імператора 1429 року було розділене між Баварсько-Інгольштадтським, Ландсгут-Баварським і Баварсько-Мюнхенським герцогствами.

## Меценат
Йоганн був покровителем мистецтв. Оселившись у 1420 році в Гаазі, він запрошував майстрів з усіх своїх та сусідніх володінь. Тут з 1422 року працював відомий живописець Ян ван Ейк.

## Родина
Дружина — Єлизавета фон Герліц, герцогиня Люксембурзька
Діти:
- не було